# Takashi Kondō (doppiatore)
Takashi Kondō (近藤 隆?, Kondō Takashi; Okazaki, 12 maggio 1979) è un doppiatore giapponese.
È noto soprattutto per essere il doppiatore ufficiale di Terry Bogard della serie Fatal Fury a partire da The King of Fighters XIV.

## Ruoli Principali

### Serie animate
- Black Cat (Train Heartnet)
- Bleach (D Roy Finker, Findorr Calius)
- Boruto: Naruto Next Generations (Suigetsu Hozuki, Ishikawa)
- Fairy Tail (Hibiki Laytis)
- Inuyasha (Kisuke)
- Kanokon (Omi Kiriyama)
- Kengan Ashura (Mitsuyo Kureishi)
- Medaka Box Abnormal (Fude Ezumachi)
- Naruto Shippuden (Suigetsu Hozuki, Indra Otsutsuki, Ishikawa, Shin, Frost Daimyo)
- Sfondamento dei cieli Gurren Lagann (Kidd Coega)
- Spider Riders (Shadow)

### OVA
- Hori-san to Miyamura-kun (Koichi Shindo)
- Toriko (Toriko)

### Videogiochi
- Arknights (Executor)
- BlazBlue: Cross Tag Battle (Carmine)
- Castlevania Judgment (Trevor Belmont)
- Dawn of Mana (Stroud)
- Dragon Quest X: Rise of the Five Tribes Offline (Nelgel, Falchion)
- Fatal Fury: City of the Wolves (Terry Bogard)
- Fighting EX Layer (Terry Bogard)
- Fire Emblem Heroes (Galzus, Sain)
- Granblue Fantasy (Nehan)
- Guilty Gear X (Potemkin, Faust, Annunciatore)
- Guilty Gear XX (Potemkin, Faust, membro della Gilda degli Assassini, Narratore Modalità Storia)
- Guilty Gear Isuka (Potemkin, Faust)
- Guilty Gear: Dust Strikers (Potemkin, Faust)
- Guilty Gear Judgment (Potemkin, Faust)
- Guilty Gear Xrd -SIGN- (Potemkin, Faust, vicedirettore, cittadino di Illyria)
- Guilty Gear Xrd -REVELATOR- (Potemkin, Faust)
- Guilty Gear -STRIVE- (Potemkin, Faust)
- Inuyasha: The Secret of the Cursed Mask (Michiru Kururugi)
- Itadaki Street: Dragon Quest and Final Fantasy 30th Anniversary (Nelgel)
- JoJo's Bizarre Adventure: Eyes of Heaven (Rykiel)
- Naruto Shippuden: Dragon Blade Chronicles (Suigetsu Hozuki)
- Naruto Shippuden: Ultimate Ninja Heroes 3 (Suigetsu Hozuki)
- Naruto Shippuden: Kizuna Drive (Suigetsu Hozuki)
- Naruto Shippuden: Ultimate Ninja Storm 2 (Suigetsu Hozuki)
- Naruto Shippuden: Ultimate Ninja Impact (Suigetsu Hozuki)
- Naruto Shippuden: Ultimate Ninja Storm Generations (Suigetsu Hozuki)
- Naruto Shippuden: Ultimate Ninja Storm 3 (Suigetsu Hozuki)
- Naruto Shippuden: Ultimate Ninja Storm Revolution (Suigetsu Hozuki)
- Naruto Shippuden: Ultimate Ninja Storm 4 (Suigetsu Hozuki)
- Naruto x Boruto Ultimate Ninja Storm Connections (Indra Otsutsuki, Suigetsu Hozuki)
- Record of Agarest War (Leonhardt)
- Skullgirls 2nd Encore (Samson)
- Sonic Forces (Infinite)
- Street Fighter 6 (Terry Bogard)
- Summon Night Granthese: Sword of Ruin and the Knight's Promise (Jedo)
- Super Smash Bros. Ultimate (Terry Bogard)
- Tales of Xillia 2 (Ludger Will Kresnik, Victor)
- Tales of the Rays (Ludger Will Kresnik, Victor)
- Tales of Crestoria (Ludger Will Kresnik)
- The King of Fighters XIV (Terry Bogard)
- The King of Fighters: All Star (Terry Bogard)
- The King of Fighters for Girls (Terry Bogard)
- The King of Fighters XV (Terry Bogard)
- Under Night In-Birth (Carmine)
- Under Night In-Birth II [Sys:Celes] (Carmine)

### Ruoli di doppiaggio
- La Voce in Secret Level